# Hundertwasserhaus
La Hundertwasserhaus és un edifici residencial situat als números 34-38 del carrer Kegelgasse en el districte 3 de la ciutat de Viena, va ser construït pel municipi entre els anys 1983 i 1986.
Va ser estructurada per l'arquitecte austríac Friedensreich Hundertwasser, i planificada pel professor d'universitat Joseph Krawina. L'edifici està format per 52 habitatges i 4 locals de negoci, 16 privades i 3 terrats comunitaris. L'arquitectura es caracteritza per la combinació de superfícies irregulars i vegetació natural (250 arbres i arbusts). Cal destacar que no s'adapta a les normes convencionals de l'arquitectura típica escolàstica, sinó a una arquitectura creativa amb harmonia amb la natura. Poc després de la inauguració, van començar a sorgir els primers problemes: les teules del terrat es van fer malbé, i l'ús de plantes va fer que a causa de les arrels s'hagués de fer un constant manteniment; el mateix passava amb els vidres de la façana, que s'havien de netejar mitjançant bastides o elevadors.
El model Hundertwasser està patentat, i avui en dia és una visita obligada dins la ciutat de Viena. Es poden trobar edificis de Friedrich Hundertwasser juntament amb els d'arquitectes com Peter Pelikan i Heinz M. Springmann, en Bad Soden, Darmstadt (la Waldspirale), Frankfurt del Main, Magdeburg, Osaka, Plochingen, Wittenberg i en Thermendorf Blumau, entre altres llocs.
Hundertwasser va dir: “Un pintor somia amb cases i una bona arquitectura, en la que l'home sigui lliure i es faci realitat aquest somni”.

## Galeria

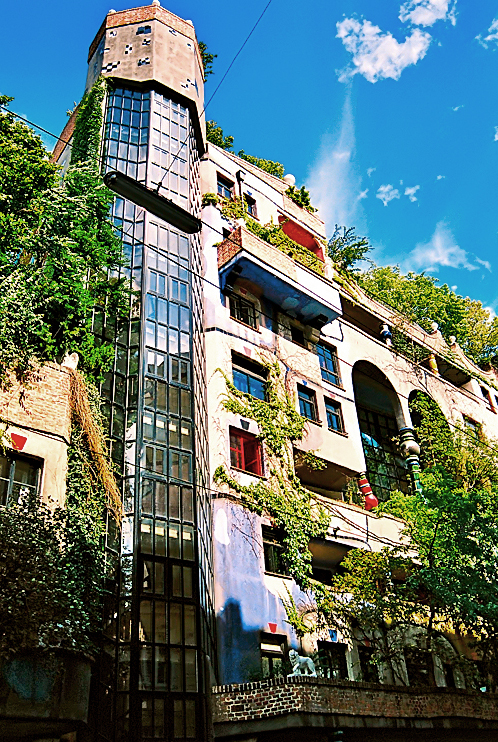
Hundertwasser, Viena, Àustria
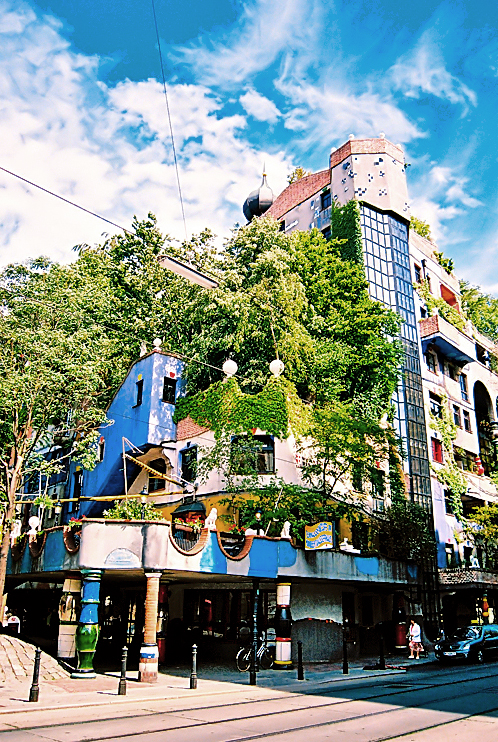
Hundertwasser, Viena, Àustria
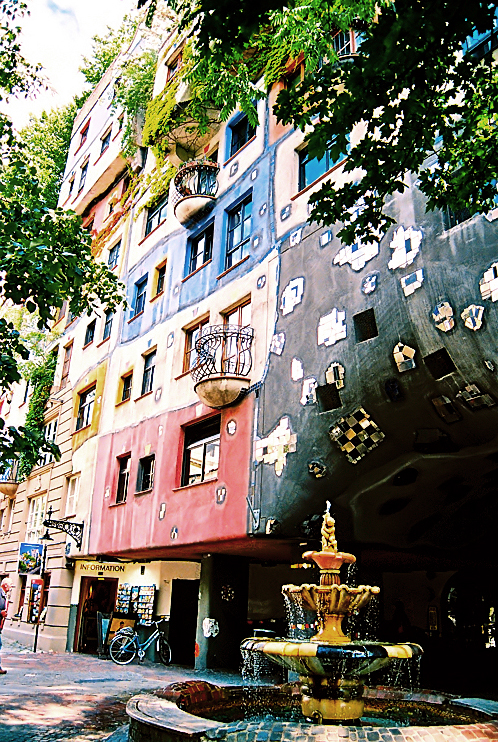
Hundertwasser, Viena, Àustria
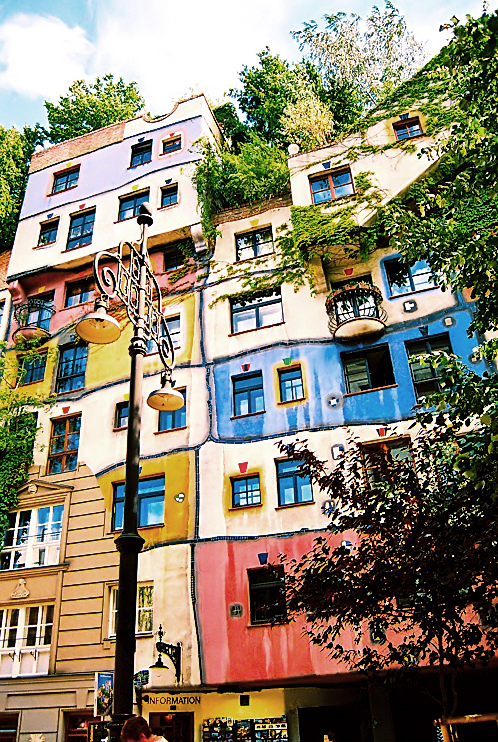
Hundertwasser, Viena, Àustria